# Preußen (парусный корабль)
«Preußen» (читается: «про́йс(э)н», рус. «Пруссия») — пятимачтовый парусный корабль с цельностальным корпусом. Построен в 1902 году на верфи «Johann C. Tecklenborg» в Гестемюнде. Один из «летучих П-лайнеров», знаменитых парусных судов германской судоходной компании «F. Laeisz». Порт приписки Гамбург. Носовой фигуры не имел.
Это был самый большой в мире корабль с прямыми парусами и единственный пятимачтовый парусник этого класса мирового торгового флота, несущий по шесть прямых парусов на мачте. Построенный в 2000 году «Royal Clipper» имеет на пяти мачтах лишь 24 прямых паруса против 30 у «Пруссии». «Пруссия» никогда не была оснащена вспомогательными двигателями для перемещения.
«Пруссия» печаталась на марках Фолклендских островов, Германии, Гренады, Парагвая и Сьерра-Леоне.

## История
Идея постройки корабля исходила от капитана «Потоси», другого пятимачтовика фирмы «Laeisz», Роберта Хильгендорфа. Считается, что кайзер Вильгельм II, посещая 18 июня 1899 года барк «Потоси», спросил владельца фирмы, когда же появится пятимачтовый парусник с полным корабельным вооружением. Самые первые планы корабля были найдены в бумагах Карла Фердинанда Лайса, внука основателя фирмы Фердинанда Лайса и сына Карла Генриха Лайса. Карл Фердинанд умер в возрасте 48 лет в 1900 году, даже раньше своего отца (†1901). Корабль был заказан в ноябре 1900 года. Номер 179 был заложен на верфи «Joh. C. Tecklenborg» по проекту корабельного архитектора доктора инженерии Георга Вильгельма Клауссена, спущен на воду 7 мая 1902 года и тогда же крещён. Корабль принят заказчиком 31 июля 1902 года и из порта Бремерхафен отправился в Чили в Икике под управлением капитана Петерсена, который и строил его вместе с Клауссеном.
Парусник был огромен, в штормовых условиях удержать его штурвал могли лишь восемь человек. На перевозке чилийской селитры он ставил рекорды скорости, уникальный облик и характеристики присвоили «Пруссии» неофициальный титул «королевы среди королев морей». В 1903 году она совершила рекордный 57-дневный переход от Лизард-Пойнт в Икике. После 12 оборотов Гамбург—Чили—Гамбург, «Пруссия», зафрахтованная «Standard Oil Co.», совершила кругосветное путешествие, посетив Нью-Йорк и Йокогаму. В Нью-Йорке «весь город» приветствовал уникальный парусник. Оба капитана «Пруссии», Петерсен (11 плаваний) и Йохим Ханс Хинрих Ниссен (2 полных рейса и последнее плавание), обучались управлению крупными парусниками у капитана «Потоси» Хильгендорфа.

### Гибель

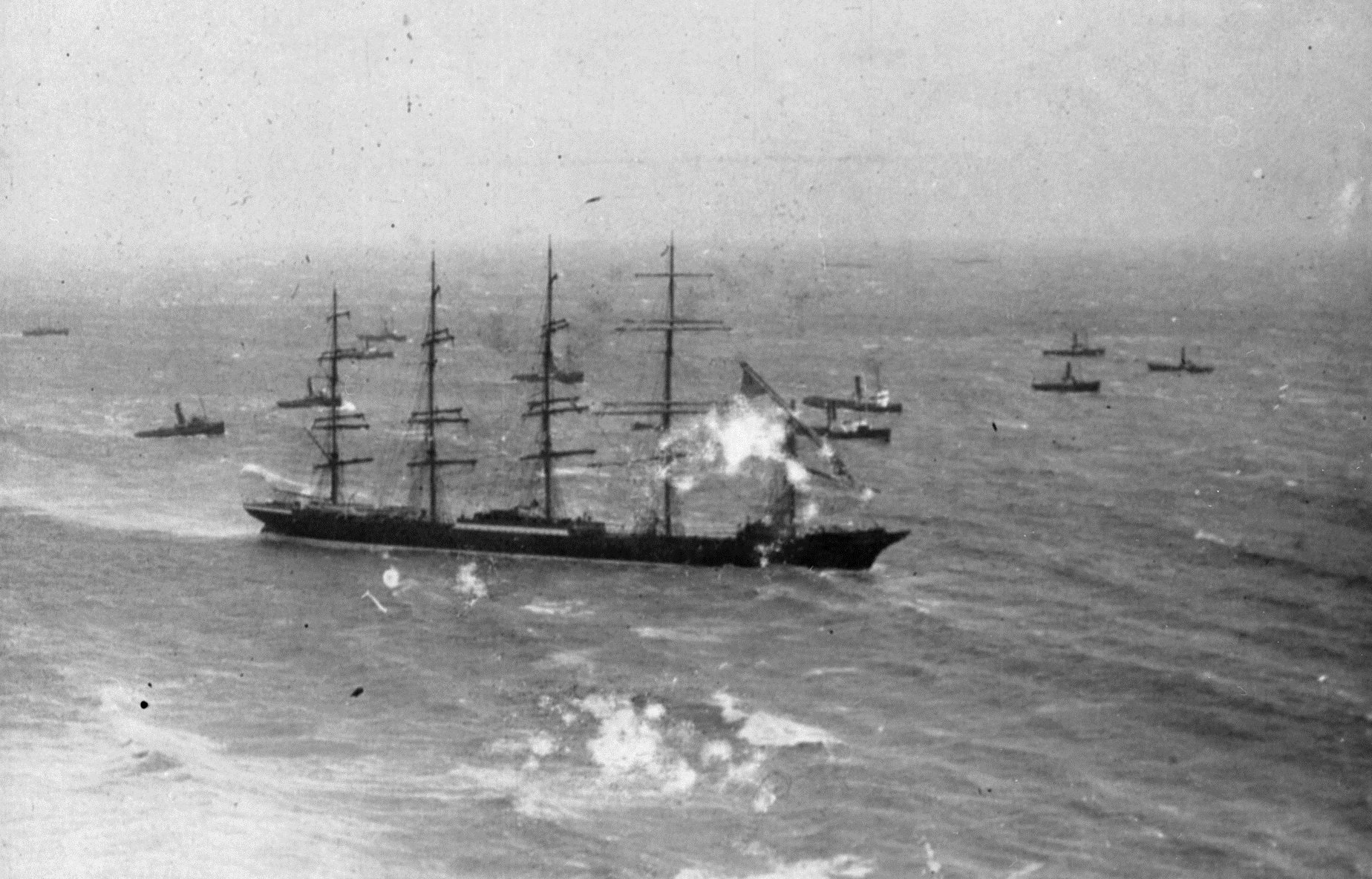
Вскоре после затопления в 1910 году

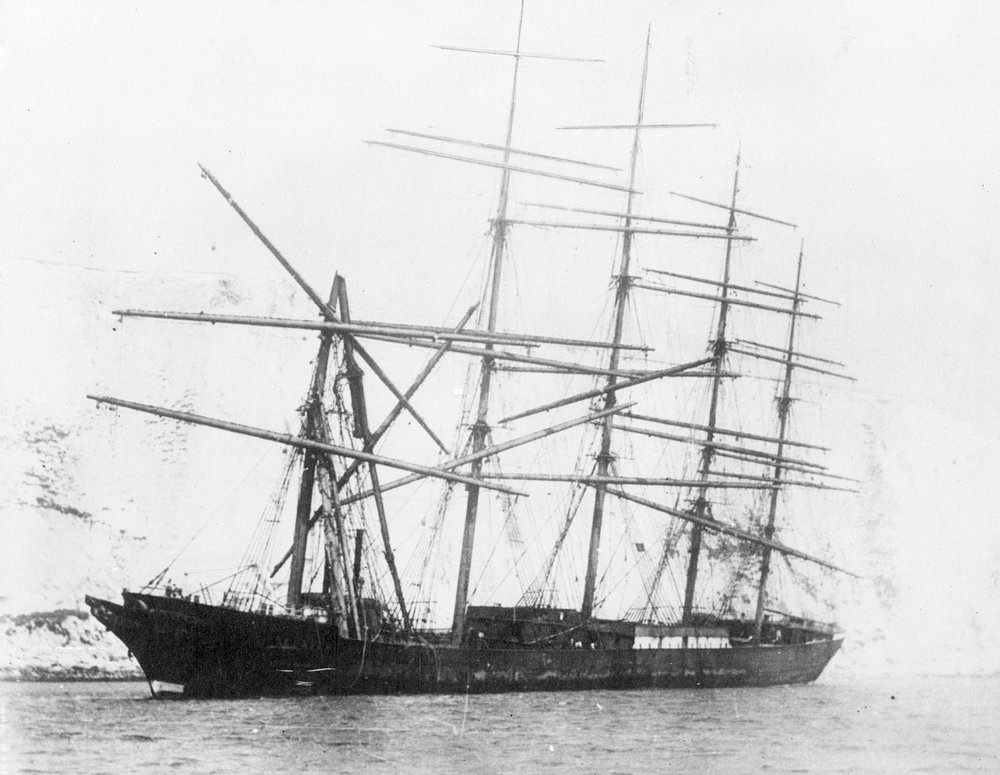
После крушения

В 14-м плавании, по направлению в Чили, со смешанным грузом (в том числе несколько пианино), в 23:35 5 ноября 1910 года, в 8 милях южнее Ньюхейвена «Пруссия» столкнулась с небольшим британским пароходом «Brighton», осуществлявшим перевозки через Ла-Манш. «Брайтон», недооценив скорость «Пруссии» в 16 уз (30 км/ч), пересёк её курс. «Пруссия» в результате столкновения потеряла управление, лишившись переднего рангоута (бушприта и брам-стеньги первой мачты). «Брайтон», возвратившись в Ньюхейвен, отправил на помощь «Пруссии» буксир «Alert», но ноябрьский шквал не позволил увести её в дуврский порт. Решено было поставить её на якорную стоянку вблизи Дувра, но обе якорные цепи не выдержали, и «Пруссия» была выброшена на скалы в Крабовой бухте и затонула. Жертв не было, груз удалось спасти, но излом киля сделал само судно непригодным к восстановлению, и оно осталось на дне на глубине 6 метров в точке с координатами51°8,02′ с. ш. 1°22,17′ в. д.. Ответственность за кораблекрушение была возложена на капитана «Брайтона», который лишён лицензии. Части корпуса «Пруссии» до сих пор можно видеть в Крабовой бухте весной при сильных отливах.

## Технические данные
Длина стального корпуса по ватерлинии составляет 124 м, общая длина корпуса — 132 м, ширина — 16,4 м, водоизмещение — 11 150 брит. т (11 328 т) при загрузке 8000 брит. т. Пять мачт несут полное парусное вооружение: основные паруса, верхние и нижние марсели, верхние и нижние брамсели, и бом-брамсели. Таким образом, получается 30 прямых парусов на мачтах, 12 стакселей между мачтами, 4 кливера и небольшая бизань, всего 47 парусов площадью 6806 квадратных метров (73 000 фут²) (встречающееся в других источниках значение 5560 квадратных метров (60 000 фут²), вероятно, относится к прямым парусам). Все стаксели не ставились одновременно. Рангоут, по большей части, стальной, трубчатого сечения, только гафель бизани был деревянным, такелаж — из стального троса и цепей. Для спуска и подъёма реев на мачтах приклёпаны специальные направляющие, а к реям — металлические башмаки. При каждой мачте имелись патентованные брашпили «Джарвис».
Между передней палубой длиной 41 фут (12 м) и задней длиной 65 футов (20 м) располагалась и средняя возвышенная «ливерпульская» палуба длиной 74 фута (23 м), под которой располагались сухие и вентилируемые помещения для 45 членов команды, провиантская кладовая и штурманская рубка. На этой палубе располагался двойной главный штурвал диаметром 6,2 фута (1,9 м) с приводом к паровой рулевой машине, защищённый таким образом от больших попутных волн. Второй, аварийный штурвал располагался позади. Четыре главных грузовых люка в главной палубе были между надстройками. Позади первой мачты — два котла для вспомогательных паровых машин: 4 паровых шпилей, якорной лебёдки, рулевой машины, насосов и электрогенератора. Спасательные шлюпки (4 штуки) висели над главной палубой перед последней мачтой.
В благоприятных условиях корабль достигал скорости 20 уз (37 км/ч). Лучший суточный ход — 392 мили в 1908 году по пути в Японию и 426 миль в 1904 году в Южном Тихом океане. Английские моряки считали «Пруссию» быстрейшим парусным судном после клиперов, даже быстрее «Потоси». Немногие клиперы превышали эту скорость, и не шли ни в какое сравнение по грузоподъёмности.